# Pako
Pako é uma vila localizada no município de Borovnica na Eslovênia. Possuía uma população estimada de 167 habitantes em 2020.